# Magnolia chimantensis
Espèce
Statut de conservation UICN

 CR C2a(i); D : 
En danger critique
Magnolia chimantensis est une espèce de plantes à fleurs de la famille des Magnoliacées. C'est un arbre présent en Colombie et au Venezuela.

## Description
C'est un arbre.

## Répartition et habitat
L'espèce est présente en Colombie et au Venezuela.